# Erik Granfelt
Erik Gustaf Granfelt (Stoccolma, 17 novembre 1883 – Täby, 18 febbraio 1962) è stato un ginnasta, tiratore di fune e calciatore svedese.

## Biografia
Ha partecipato alle olimpiadi di Atene del 1906 conquistando una medaglia di bronzo nel tiro alla fune. Alle olimpiadi di Londra del 1908 ha vinto la medaglia d'oro nella ginnastica a squadre.
Erik Granfelt ha anche giocato a calcio per l'AIK di Stoccolma, con cui ha vinto il campionato nazionale nel 1901.

## Palmarès
In carriera ha conseguito i seguenti risultati:
- Giochi olimpici

Atene 1906: bronzo nel tiro alla fune.
Londra 1908: oro nella ginnastica a squadre.